# KDDI
KDDI株式会社（ケイディーディーアイ、英: KDDI CORPORATION）は、「au」ブランドを中心とした大手通信キャリア。KDDIグループの中核企業。東京都港区高輪に本社を、新宿区西新宿に登記上の本店を置く。
2019年5月15日から採用されているブランドスローガンは、「Tomorrow, Together」。
日経平均株価、TOPIX Core30、JPX日経インデックス400の構成銘柄の一つ。

## 概要
2000年に第二電電（DDI）、ケイディディ（KDD）、日本移動通信（IDO）の3社合併により、株式会社ディーディーアイ（通称・ロゴマークともに「KDDI」）が発足。
2001年4月、通称としていた「KDDI」が正式に社名として採用され、ケイディーディーアイ株式会社に変更（翌2002年11月、ローマ字商号の解禁により現在の社名に変更）した。
前身の一つであるKDDは、国内外で通信ケーブル・海底ケーブル・衛星通信・KDD研究所とNTTグループに迫るインフラ資産を擁していた。これは元々、同社が1953年に国際通信網整備のため旧電電公社から分離・設立された特殊会社であったためである。それ故に、NTTとKDDIは兄弟会社にあたる。
合併当初はNTT最大のライバル企業であったが、2013年ごろよりソフトバンクのM&A戦略や番号ポータビリティによる契約者の奪い合いなどで売上高では猛追を受けている。
国内・国際通信全般を手掛けており、主に
- 携帯電話（「au」、「UQ mobile」、「povo」などのマルチブランドで展開）
- 専用線（法人向け光ケーブル通信・中継放送など）
- プロバイダ（個人向けISPは「au one net」として、法人向けは「IP-VPN」、イーサネットなどのソリューションとして展開）
- 固定電話サービス
  - メタルプラス直収電話（2016年サービス終了）
  - 全ての区分でマイライン登録が可能な0077中継電話・001国際電話
  - 付加電話サービス（着信課金サービスの「フリーコールDX」・「フリーコールS」など）
- 衛星電話（インマルサット・イリジウム）

などの電気通信役務を行う。
また、旧KDDに由来するNHKワールド・ラジオ日本や北朝鮮向け短波放送「しおかぜ」の電波を送信している八俣送信所（茨城県古河市）や国際通信を行うKDDI山口衛星通信センター（山口県山口市）、アメリカとアジア間の海底ケーブルハブ拠点となっている千倉海底線中継所（千葉県南房総市）などを保有している。
NTTグループに続き、災害対策基本法に基づく内閣総理大臣の指定を受けており、災害時には他の指定公共機関同士の通信を優先的に確保し円滑に行う義務を負う。
電気通信事業法附則第五条の国際電電承継人である。同規定により、NTT東日本やNTT西日本とともに電報の事業に係る業務のうち受付及び配達の業務を行うことが認められている。
女性活躍推進に優れている企業を選定・発表している経済産業省と東証の共同企画である｢なでしこ銘柄」に第一回（平成24年度）から6年連続で選定されていた。

### かつての主要株主
- 東京電力（現・東京電力ホールディングス）- 旧IDOの第二位株主[注釈 3]。東日本大震災に伴う福島第一原発事故の賠償金捻出のため、2011年11月29日までに保有株式のすべてをKDDIへ売却した（自社株買い）[13]。
- NTT - 旧KDDの第3位株主として株式を8.42%保有していた。

## 沿革
現在のKDDIは2000年10月1日に、

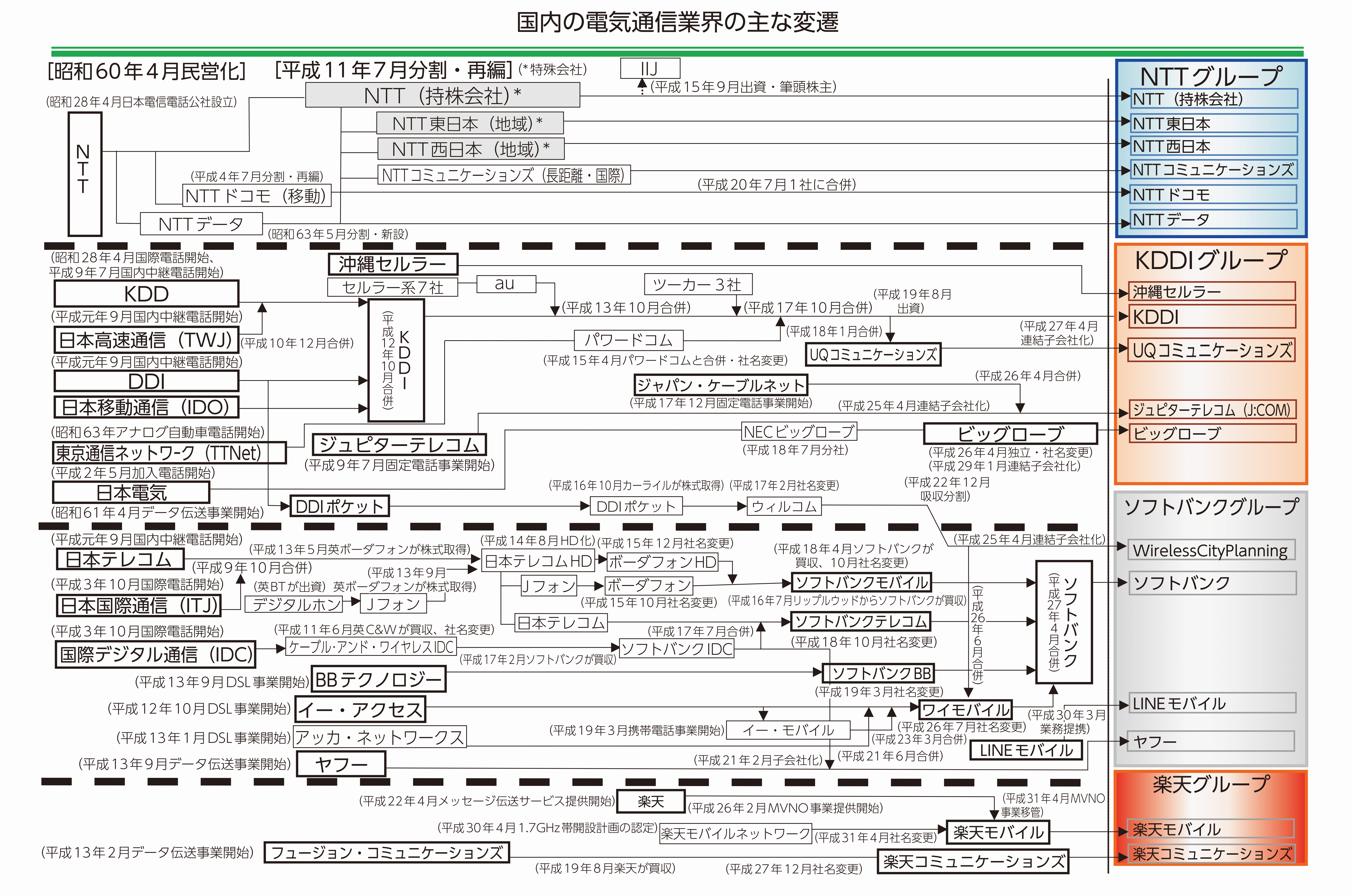
日本国内の電気通信業界の主な変遷（2019年4月現在）

- かつて特殊会社として国際通信サービス事業を独占的に行い、民営化とともにトヨタグループに属していたケイディディ（KDD。旧国際電信電話＋旧日本高速通信）
- 京セラ主体の新電電で国内長距離通信サービスを主力事業としていた第二電電（DDI）
- トヨタ系であった携帯電話サービスの日本移動通信（IDO）

の3社合併（存続会社はDDI）により誕生した（前述）。3社合併は各社の大株主であった京セラとトヨタ自動車の包括的提携が後押ししたこともあり、両社はKDDIの主要株主に名を連ねている。
2001年には沖縄を除く旧DDIセルラー系携帯電話会社を統合したエーユー、2005年にはツーカー各社、2006年には業務提携先の東電系であったパワードコムをそれぞれ統合し今日に至る。
なお、パワードコムとの合併に伴い、東電が京セラ、トヨタに次ぐ大株主となり、東電を含む電力系の通信インフラを活用しサービスの向上を図ることとなる。また合併後の出資比率の調整のため、旧第二電電は合併直前、トヨタを引受先とした第三者割当増資を実施した。

### 年表

#### 2000年代
- 2000年（平成12年）10月1日 - 第二電電、ケイディディ、日本移動通信の3社合併により、株式会社ディーディーアイ（英: DDI CORPORATION）が発足。本社は東京都千代田区一番町8番地の旧DDI本社に置かれた[注釈 4][17]。
- 2000年（平成12年）11月1日 - 連結子会社の関西セルラー電話が他のDDIセルラーグループ6社[注釈 5]を吸収合併のうえ、エーユー（au）へ商号変更[18]。
- 2001年（平成13年）3月31日 - 株式交換により、エーユーを完全子会社化[19]。順次全国のauショップのシステムを統合。
- 2001年（平成13年）4月1日 - 商号をケイディーディーアイ株式会社（英: KDDI CORPORATION）に変更のうえ[9]、新宿区西新宿二丁目に本社移転。
- 2001年（平成13年）10月1日 - 子会社のエーユーを吸収合併[14]。KDDIの直営事業に移行したことに伴い、携帯電話サービス「au」の広報用ロゴを「au by KDDI」、マークの配色を赤色からオレンジ色主体へと統一した[注釈 6]。
- 2002年（平成14年）11月1日 - ローマ字商号の解禁により、商号をKDDI株式会社に変更（英文社名は据え置き）。
- 2002年（平成14年）11月 - 旧KDD時代の専用線やIP-VPNなど、法人向け通信サービス「ANDROMEGA」の国内使用を中止（米国や欧州などの国際通信ソリューションサービスとしては継続）。

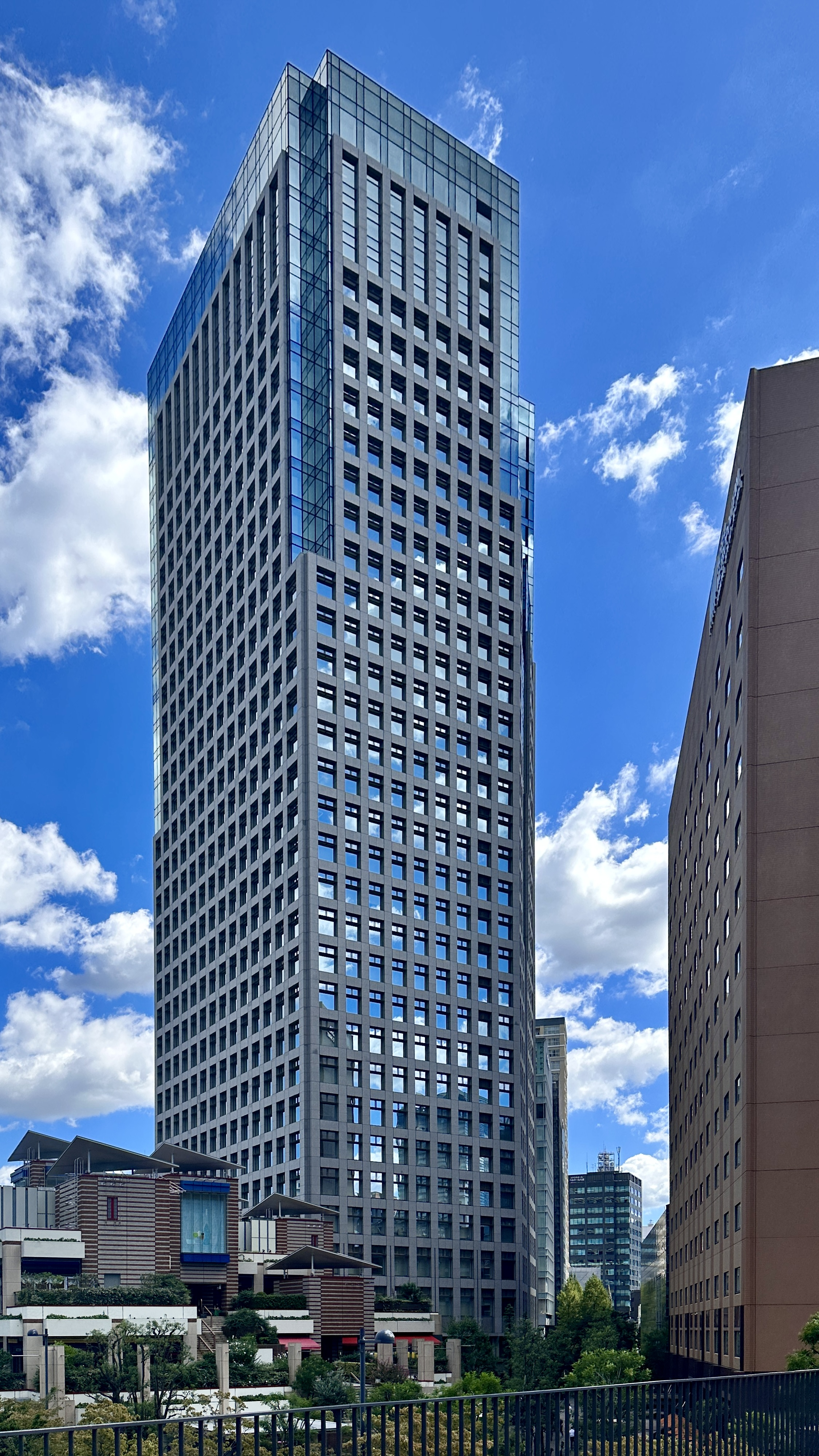
2003年4月から2025年4月まで本社が入居していたガーデンエアタワー

- 2003年（平成15年）3月31日 -「au」のPDC方式終了（新規受付は2002年3月に終了）。
- 2003年4月から2025年4月まで本社が入居していたガーデンエアタワー2003年（平成15年）4月1日 - 本社機能・東京地区の業務拠点を、千代田区飯田橋三丁目のガーデンエアタワーに移転（登記上の本店はKDDIビルに据え置き）。
- 2004年（平成16年）6月21日 - PHS事業子会社のDDIポケット（後のウィルコム）を、米国の投資会社のカーライル・グループに売却することを発表（翌2005年1月1日に売却完了）[20]。
- 2004年（平成16年）10月1日 - 連結子会社のKソリューション、KCOM、オーエスアイ・プラス、KDDIエムサットの4社合併により、KDDIネットワーク&ソリューションズを設立[21]。
- 2005年（平成17年）3月25日 - 携帯電話事業のツーカーセルラー東京、ツーカーセルラー東海、ツーカーホン関西の3社を完全子会社化[22]。
- 2005年（平成17年）4月 - 連結子会社として、KDDIテクニカルエンジニアリングサービス（現・KDDIエンジニアリング）を設立。
- 2005年（平成17年）10月1日 - 連結子会社のツーカーセルラー東京、ツーカーセルラー東海、ツーカーホン関西の3社を吸収合併[15]。
- 2006年（平成18年）1月1日 - 東電系のパワードコムを吸収合併[23]。
- 2006年（平成18年）2月23日 - 大手インターネットサービスのDeNAと共同で、直営ECサイト「au oneショッピングモール」を開設[24]。
- 2006年（平成18年）8月 - 英国最大の通信キャリアのBT Group plcと共同で、KDDI&BTグローバルソリューションズを設立[25]。
- 2007年（平成19年）8月29日 - WiMAX事業準備会社として、ワイヤレスブロードバンド企画を設立[26]。
- 2007年（平成19年）9月27日 - インテル、JR東日本、京セラ、大和證券、三菱東京UFJ銀行（現・三菱UFJ銀行）の5社が、ワイヤレスブロードバンド企画に資本参加[26]。
- 2007年（平成19年）12月1日 - 連結子会社のKDDIネットワーク&ソリューションズの法人向け一部業務を吸収[27]。
- 2008年（平成20年）3月1日 - WiMAX事業会社として、UQコミュニケーションズ（旧ワイヤレスブロードバンド企画）が開業[28]。
- 2008年（平成20年）3月31日 - 携帯電話事業の「ツーカー」サービスを終了（新規受付は2006年6月に終了）。
- 2008年（平成20年）4月1日 - 大手芸能プロダクションのアミューズと共同で、A-Sketchを設立[29]。
- 2008年（平成20年）4月1日 - 大手電力会社の中部電力より、中部テレコミュニケーションの株式80.5%を取得[30]。
- 2008年（平成20年）6月25日 - 銀行代理業許可を取得[31]。メガバンクの一角を占める三菱東京UFJ銀行と共同で、じぶん銀行（現・auじぶん銀行）を開業[32]。
- 2008年（平成20年）7月1日 - 連結子会社のKDDIネットワーク&ソリューションズを吸収合併[33]。

#### 2010年代
- 2010年（平成22年）2月 - 米国の大手メディアのLiberty Global, Inc.より、日本最大のケーブルテレビのジュピターテレコム（後のJCOM）の株式31.1%を取得[34]。
- 2010年（平成22年）12月15日 - 台湾の大手音楽配信サービスのKKBOX Inc.の株式76％を取得[35]。
- 2011年（平成23年）2月15日 - インテリジェンス（現・パーソルキャリア）と共同で、KDDIまとめてオフィスを設立[36]。
- 2011年（平成23年）2月25日 - 損害保険業免許を取得。大手損害保険のあいおいニッセイ同和損害保険と共同でで、au損害保険を開業[37]。
- 2011年（平成23年）7月 - TOBにより、電子決済サービスのウェブマネー（現・auペイメント）を買収[38]。
- 2011年（平成23年）11月28日 - 東電より、保有するKDDI（自社）株式をすべて取得する[13]。
- 2012年（平成24年）1月16日 - 「au」ブランドの広報用ロゴデザインを「au」（筆記体風ロゴ）に変更。
- 2012年（平成24年）3月 - 東電より、ジャパンケーブルネットホールディングス[注釈 7]の保有分全株式を取得[39]。
- 2012年（平成24年）7月22日 - 周波数再編に伴い、「cdmaOneサービス」を終了。これにより、日本国内から2.5G以前の通信方式は全て姿を消すこととなり、3GのCDMA 1Xサービス（後の「au 3G」）も同日付で終了した。
- 2012年（平成24年）9月21日 - 「iPhone 5」の発売開始に併せ、3.9GのLTEサービス「au 4G LTE」を2.1 GHz帯で順次開始。
- 2012年（平成24年）11月2日 - au 4G LTE対応スマホを発売。N800MHz（新800MHz）帯と、1.5GHz帯での「4G LTE サービス」を順次開始。
- 2013年（平成25年）4月17日 - TOBにより、ジュピターテレコムの株式を追加取得、同社株式の持ち株比率を40.47％に引上げ[40]。
- 2013年（平成25年）12月31日 - KDDI & BTグローバルソリューションズが解散[41]。
- 2014年（平成26年）2月 - 金融サービス子会社として、KDDIフィナンシャルサービス（現・auフィナンシャルサービス）を設立。
- 2014年（平成26年）6月 - 大手総合商社の住友商事、ミャンマー情報通信省管轄のミャンマー郵電公社と共同で、KDDI Summit Global Myanmar Co., Ltd.（KSGM）を設立[注釈 8][42][43]。
- 2014年（平成26年）8月21日 - エンタメニュースサイト「ナタリー」のナターシャの株式90%を取得[44]。
- 2015年（平成27年）4月14日 - 大手総合人材サービスのビズリーチより、ルクサを買収する旨を発表[45][46]。
- 2015年（平成27年）8月20日 - 大手民放のテレビ朝日と、スマホ向け動画配信事業での業務提携を発表[47]。
- 2015年（平成27年）8月25日 - ルクサと共同で、「au WALLET Market」サービスをauショップの一部店舗で開始[48]。
- 2016年（平成28年）5月30日、無料ニュース配信アプリ「ニュースパス」の提供開始を発表[49]。
- 2016年（平成28年）12月28日 - KDDIコマースフォワード（旧Deコマース）が開業[50]。

| ① DeNAの子会社として、Deコマースを設立。 ③ KDDIがDeNAより、事業統合後のDeコマースの全株式を取得。 |  | ② DeコマースがDeNAの「DeNAショッピング」事業と、モバオクの「auショッピングモール」事業をそれぞれ吸収。 |

- 2017年（平成29年）1月30日 - 「auショッピングモール」と「DeNAショッピング」の両サービスを、「Wowma!」[注釈 9]に統合。
- 2017年（平成29年）1月31日 - 大手ISPのビッグローブの全株式を取得[51]。
- 2017年（平成29年）2月9日 - 高級旅館専門の宿泊予約サイト「Relux」のロコパートナーズの買収を発表[52]。
- 2018年（平成30年）1月 - 大手英会話教室を展開するイーオンホールディングスの全株式を取得[53][54]。
- 2018年（平成30年）7月30日 - 金融系ベンチャーのFinatextホールディングスとの資本業務提携[55]。
- 2018年（平成30年）9月8日 - 北海道胆振東部地震で被災した通信網の復旧のため、船舶型基地局を運用[56]。
- 2018年（平成30年）10月1日 - 日本で「キッザニア」を展開するKCJ GROUPの株式の過半数を取得[57]。
- 2018年（平成30年）11月1日 - 大手総合インターネットサービスの楽天（現・楽天グループ）と、通信設備や決済などで業務提携[58][59]。
- 2018年（平成30年）12月27日 - 大手発電事業の電源開発と共同TOBにより、新電力ベンチャーのエナリスの株式を追加取得（KDDI 50.49％、電源開発 40.89%）[60]。
- 2019年（平成31年）4月1日 - 金融持株会社として、auフィナンシャルホールディングス（au FH）を設立[61]。じぶん銀行など金融事業子会社の保有分全株式を、au FHに売却[62]。
- 2019年（平成31年）4月1日 - 連結子会社のルクサがKDDIコマースフォワードを吸収合併のうえ、auコマース&ライフに商号変更[63]。
- 2019年（令和元年）12月16日 - ポイントサービス「Ponta」のロイヤリティマーケティング（LM社）と資本業務提携を発表[64]。

| ① KDDIが三菱商事（LM社の筆頭株主）より、LM社の発行済株式20.0%を取得。 |  | ② KDDIグループの共通ポイントを、LM社の「Ponta」に統一。 |

- 2019年（令和元年）12月 - 金融サービス子会社のau損害保険、ライフネット生命保険、Finatextホールディングスの3社保有分全株式を、中間持株会社のau FHに売却[65]。

#### 2020年代
- 2020年（令和2年）10月1日 - UQコミュニケーションズの「UQ mobile」事業を吸収[66]。
- 2020年（令和2年）11月2日 - 完全オンライン型MVNO「povo」の運営子会社として、KDDI Digital Lifeを設立。同時に、シンガポールの通信事業者のCircles Asia Pte. Ltd.と包括的パートナーシップを構築[67]。
- 2021年（令和3年）3月23日 - オンライン専用の新料金プラン「povo」の提供開始[68]。
- 2021年（令和3年）4月21日 - 同年10月31日付で「au WALLET Market」のサービスを終了する旨を発表。ECサービスを「au PAY マーケット」に統一[69]。
- 2022年（令和4年）3月31日 - 「CDMA 1X WIN（au 3G）」サービス終了[広報 2][70]。
- 2022年（令和4年）4月6日 - エネルギー関連事業の連結子会社として、auエネルギーホールディングス（中間持株会社）とauエネルギー&ライフ（事業会社）を設立[71][72]。
- 2022年（令和4年）7月1日 -「auでんき」などの電力小売事業を、連結子会社のauエネルギー&ライフに売却[73]。
- 2022年（令和4年）10月15日 - 世界初となるホログラフィーを大型・高画質化する最先端技術を公開[74]。
- 2023年（令和5年）5月16日 - 2025年春をめどに、本社をJR高輪ゲートウェイ駅周辺の再開発地区「TAKANAWA GATEWAY CITY」に移転する旨を発表[75][76]。
- 2023年（令和5年）5月18日 - 大手ISPのインターネットイニシアティブ（IIJ）と資本業務提携[77]。IIJの筆頭株主のNTTから、IIJの株式10.9％を取得。
- 2023年（令和5年）9月1日 - コールセンター子会社のKDDIエボルバと、三井物産系のりらいあコミュニケーションズが経営統合、アルティウスリンク（KDDI 51.0％、三井物産 49.0%）が誕生[78]。
- 2024年（令和6年）1月1日 - ケーブルテレビ関連事業（ケーブルプラス電話やSmart TV Boxなど）を、JCOMに売却[79]。
- 2024年（令和6年）2月2日 - 国内外の法人事業ブランドを、「KDDI BUSINESS」に統一することを発表[80]。
- 2024年（令和6年）4月1日 - 連結子会社のSupershipホールディングスが、Supershipを吸収合併[81]。
- 2024年（令和6年）8月19日 - 大手コンビニエンスストアのローソンを、同社親会社の三菱商事との共同経営体制に移行した[82][83][84]。
- 2025年（令和7年）1月22日 - サイバーセキュリティサービスのラックに対するTOBが成立、同社の全株式を取得[85]。
- 2025年（令和7年）4月11日 - 経済産業省、東京証券取引所、情報処理推進機構の「DX銘柄2025」に選定[86]。
- 2025年（令和7年）4月25日 - IGPIグループ子会社の先端共創機構と、先端技術産業で資本業務提携[87]。
- 2025年（令和7年）4月28日 - 本社を順次、東京都港区高輪のTAKANAWA GATEWAY CITYのTHE LINKPILLAR 1 NORTHに移転[広報 3]。
- 2025年（令和7年）5月8日 - 大手総合電機メーカーの日本電気と、セイバーセキュリティー分野での協業に向けた基本合意書を締結[88]。
- 2025年（令和7年）5月15日 - 韓国の大手映画配給会社のPlus M Entertainmentと日韓間の映画マーケティングでパートナーシップ契約を締結[89]。
- 2025年（令和7年）7月1日 - 新本社をグランドオープン[広報 3]。
- 2025年（令和7年）7月17日 - 同年10月1日をめどに、連結子会社のラックがKDDIデジタルセキュリティを吸収合併することを発表[90]。

## 識別番号
事業者識別番号は国内向け電話（市内・長距離・携帯電話）が0077、国際電話は001である。
旧日本高速通信（TWJ、テレウェイ→KDDへ合併）由来の識別番号0070は、2002年6月末をもって終了し、フリーフォン（事業者対象の通話料着信者払いサービス）とDOD（データオンデマンド）サービス（いずれも0070番号の新規申込は受け付けていない）のみに使用されていたが、0070番号の使用期限切れに伴い2010年3月末にサービスを終了した。
旧第二電電（DDI）由来の国際電話の識別番号0078は、2004年2月29日をもって終了した。
旧KDD由来の国内電話（市内、長距離）の識別番号001（1円電話）は、2005年8月31日をもって終了した。
なお、旧国際電電時代から継続していた国際オペレータ通話0051は、利用者の激減に伴い2010年3月末でサービス終了予定であったが、サービスを改定した上で現在も継続されている。
また現在、NTT西日本が使用している0039は、旧KDDがホームカントリーダイレクト（相手国の電話会社のオペレータに接続する国際電話。海外から日本ならジャパンダイレクトがこれにあたる）で使用していたものである。

## 運営事業
- au（携帯電話などの移動体通信事業や、ITサービス事業の各ブランド）
- UQ mobile（サブブランドの携帯電話サービス。 20年10月1日にUQコミュニケーションズから吸収）
- povo（サブブランドの携帯電話サービス。インターネット上の申込に限定）
- auひかり（戸建て、マンション向けの光ファイバーサービス。旧ひかりone）
- KDDI光ダイレクト（直収電話、法人向けIP電話サービス）
- コミュファ（戸建て、マンション向けの光ファイバーサービス。中部テレコミュニケーション買収に伴い承継）
- メタルプラス（直収電話、ADSLサービス）
- ケーブルプラス（IP電話（ケーブルプラス電話）、電気、光卸）
- au one net（インターネットプロバイダ。旧DION）
- 中継電話（0077国内電話。旧第二電電のサービス）
- 国際電話（001国際ダイヤル電話。旧ケイディディのサービス）
  - KDDIスーパーワールドカード（海外でも使えるプリペイドカード）
  - 001国際モバイルトーク（各携帯キャリアから無料登録で国際電話が可能）
- 衛星電話事業（ソリューション営業本部が担当。かつては、法人営業担当の子会社（旧KDDIネットワーク&ソリューションズ←旧KDDI-MSAT）と共同で展開していた。後に、KDDI本体のMSATビジネス営業部に統合。）
  - インマルサット（主に船舶上の通信手段として活用）
  - イリジウム（衛星携帯電話：旧DDI時代に一度は撤退したが、米イリジウムの再建と顧客の要望によって復活）
- auじぶん銀行（旧じぶん銀行。三菱UFJ銀行との合弁であったケータイ向けネット銀行。銀行免許取得前の社名は「モバイルネットバンク設立調査」）
- UQコミュニケーションズ（旧ワイヤレスブロードバンド企画）
- 電報サービス「でんぽっぽ」 （提供会社はアルティウスリンク）
- au損害保険（あいおいニッセイ同和損害保険との合弁。旧モバイル損害保険設立準備）
- auペイメント（旧ウェブマネー。2011年7月に買収）
- SATCH（AR事業）
- KKBOX（台湾の大手音楽配信会社）
- auでんき（電力自由化に伴い参入。一般家庭向け新電力事業）
- TELASA（旧ビデオパス。テレビ朝日との共同動画配信サービス）
- mobi（エリア定額乗り放題サービス。WILLERとの合弁であるCommunity Mobilityが運営（議決権はWILLERが51%、KDDIが49%）[91]）
- ローソン（コンビニエンスストア。三菱商事と共同経営）

### かつて運営した事業
- 0070国内電話（旧テレウェイの中継電話。マイラインへ登録不可。2002年3月から6月末に順次サービス終了）
- 0078国際電話（旧第二電電の国際電話。マイラインへ登録不可。2004年2月29日サービス終了）
- 001国内電話（旧国際電信電話・旧ケイディディの全国均一6秒1円課金による中継電話。マイラインへ登録不可。2005年8月31日サービス終了）
- 0070フリーフォン（旧テレウェイの国内フリーダイヤルサービス。2010年3月31日終了）
- ツーカー（日本3大都市圏のみで展開した携帯電話事業。2008年3月31日、サービス終了）
- マルチマッチングBB（ゲームのネットワーク対戦サービス。2011年6月30日、サービス終了）
- DDIポケット（PHS事業。元はKDDI（旧DDI）の子会社であったが、京セラとカーライル・グループに売却。売却後、社名とブランド名をウィルコムに変更。その後、ソフトバンクモバイルのもとで経営再建、同社傘下のイー・アクセスと合併し「Y!mobile」に再統一。ソフトバンクモバイル（現・2代目ソフトバンク）のマルチブランドとなる。）

## 日本国外の電気通信事業
1970年代後半から1980年代後半に、旧KDDの日本国外での現地法人として、主に日本人、日本法人向けに開業したのが始まりである。主に国際通信サービス、国際電報、データセンター（TELEHOUSE）などのシステムインテグレーション、ANDROMEGAやGlobridgeなどの国際通信網を活用したICTインフラのコンサルティングおよび構築、運用、保守、現地通信サービス導入時のサポート、各種通信機器の提供、インターネットサービス、携帯電話の貸し出し、帰国時のサービス移行手続き、国際オペレーション通話、KDDIの海外におけるカスタマーセンター（ヘルプデスク）業務（日本語対応）などを行っている。（詳細：会社一覧 | KDDI Global／ソリューション | 法人・ビジネス向け | KDDI株式会社）

### KDDIアメリカ
KDDIアメリカ（英: KDDI America, Inc.）は、1989年6月29日に設立されたKDDIの米国法人である。電気通信業務を中心事業としている。ニューヨークのマンハッタンに本社がある。なお、データセンター業務を担う子会社にTelehouse America社がある。
KDDIモバイル
KDDIモバイル（英: KDDI Mobile）は、KDDIアメリカのアラスカを除く米国内での携帯電話業務の商標である。在米日本人、並びに在米韓国人を主な対象者としている。
ローカス・コミュニケーションズ
ローカス・テレコミュニケーションズ（英: Locus Telecommunications, LLC）は、「h2o Wireless」ブランドのMVNO。AT&Tモビリティのネットワークを使用する。主にメキシコなど中南米、韓国、フィリピンなどでサービスを提供している。2010年にKDDIアメリカが子会社化した。

### KDDIヨーロッパ
英国を拠点とする現地法人。日本語、英語で通信サービス（ADSL インターネット、携帯電話、国際電話）を提供している。KDDIの欧州・アフリカの統括拠点である。関連会社に TELEHOUSE ヨーロッパ、スウィフトコール（英国内初の低価格総合通信会社）がある。

### KDDIドイツ
KDDIドイツは、デュッセルドルフに本社を置く現地法人。日本語、ドイツ語で通信サービス（ADSL インターネット、携帯電話、国際電話）を提供している。

### KDDIフランス
KDDIフランスは、パリに本社を置く現地法人。日本語、フランス語で通信サービス（ADSL インターネット、携帯電話、国際電話）を提供している。

### KDDIイースタンヨーロッパ
ロシアを中心に東欧圏でのサービス提供を目的に設立（本社は英国ロンドン）。ロシアにサンクトペテルブルク支店（2006年8月開設）と、モスクワ支店（2008年7月開設）の営業拠点を有する。

### KDDI中国
KDDI中国（北京凱迪迪愛通信技術有限公司、英: KDDI China Corporation）は2001年10月19日、豊田通商との共同出資（KDDI 80%、豊田通商 20%）で設立。北京、上海、大連、深圳、広州などに事務所がある。

### KDDI台湾
KDDI台湾（台灣凱訊電信股份有限公司）は、1999年12月24日に現地法人化されたKDDI全額出資の台湾法人。ITサポートサービスを主な事業としている。保守サービス、IT関連機器販売、事務所通信環境構築、PHS販売、ネットワークの構築、データセンター。

### KDDIシンガポール
KDDIシンガポールは、1989年9月28日に設立。なお、2008年10月に海外データセンターサービス子会社「TELEHOUSEシンガポール」が発足している。事業内容は通信サービス（通信設備ベース免許保有）
- 国際専用回線サービス（Globridge）
- 国際フレームリレー回線サービス
- IP-VPNサービス
- システムインテグレーション（SI）サービス
- データセンターサービス

### KDDI香港
KDDI香港（日本凱訊（香港）有限公司）は1988年、旧KDDの全額出資子会社として設立。国際電話やインターネットサービスを香港で手がけている。

### KDDI・サミット・グローバル・ミャンマー
2014年、住友商事とミャンマー国営郵便・電気通信事業体と共同でKDDI・サミット・グローバル・ミャンマーを設立した（上記）。

### KDDIタイランド
1999年3月に設立。タイ国内のネットワーク再販免許を所有した、KDDIのタイ現地事務所。事業内容はシステムインテグレーション、通信ネットワークサービス、データセンター、モバイルソリューションから成り立つ。

### Mobicom Corporation
ニューコムグループ、住友グループとの合弁によりモビコムコーポレーション設立。モンゴル国最大のMNOであり、2016年に買収した。

## 諸問題・不祥事など

### 顧客情報流出問題
2006年6月、KDDIの運営するインターネットプロバイダ「DION」（現・au one net）の保有する個人情報約40万人分が流出していることが判明した。流出した個人情報が2人の男により5月末、KDDIに持ち込まれたことで流出が発覚。その後の調査や裁判の過程で、開発委託先の社員の手により2003年12月に流出したこと、KDDIの提供するネット決済代行サービスを利用する法人997社など他にも流出があったことなどが明らかにされた。2006年9月には総務省より個人情報の適正管理を徹底し、再発防止策を早急に実施するよう指導するよう行政指導が行われた。なおこの事件に対し、顧客への補償は行わないものとしている。

### 携帯電話基地局の電波と体調不良の因果関係が争われた裁判
宮崎県延岡市大貫町の住民が、携帯電話基地局から発せられる電波により健康被害を受けたとしてKDDIの操業停止を求めた裁判。2012年10月17日、宮崎地裁延岡支部は健康被害と基地局の因果関係を否定し原告側の請求を棄却した。原告は福岡高裁宮崎支部に控訴するも、2013年9月5日に結審し原告敗訴。

### 大規模通信障害（2012年 - 2013年）
2012年末から2013年5月にかけて重大な大規模な通信障害が続いた。これ以前にも2012年2月のKDDIに対する行政指導、さらに同3月の総点検の実施が行われていた。しかしその後も改善されず、さらにデータ通信のみならず音声通話にも支障が出たことや、ユーザーのアドレス帳が消える事態も生じていたことを問題視。総務省より文章での指導とあわせ点検の結果と再発防止策の取り組み報告、および報告後1年間は半年毎に進捗状況を報告するよう指導が行われた。

### 景品表示法違反
高速通信「4G LTE」サービス（最大75 Mbpsサービス）について、2012年後半より「4G LTE（iPhone 5含む）対応機種なら4G LTE」「受信最大75 Mbpsの超高速ネットワークを実人口カバー率96%に急速拡大。（2013年3月末予定）」と表示していた。しかし、iPhone 5で75 Mbpsサービスにて通信できる人口カバー率は、2013年3月末時点で96%どころか14%程度に過ぎなかった。2013年5月21日、消費者庁はこの事態を重く見て、景品表示法違反と認定。再発防止と誤りの周知徹底の指導が行われている。

### オプション強制加入問題
2013年10月ごろより、契約時に本来任意であるはずの有料オプションへの加入を強制される実態が数多く報告された。また一部有料オプションについても解約方法が不明瞭との声も寄せられた。KDDIは、こうした販売方法は販売店側の判断によるものでKDDIの指示ではないと表明しており、同年10月28日の決算説明会ではこの指摘を把握しており今後は店頭に改善を指導していくとしている。

### 「nanapi」で一部の記事を非公開化
2016年秋に、DeNAのヘルスケア情報キュレーションサイト「WELQ」が、不適切な内容や不適切な引用で問題になり、他社のキュレーションサイトにも厳しい目が向けられるようになった。KDDIの子会社Supershipは12月8日、同社が運営するノウハウ共有サイト「nanapi」で、「内容の正確性をいま一度社内で精査し直す」ために、11月30日から一部の記事を順次非公開にしていることを明らかにした。対象となったのは「健康・医療」「美容」「育児・教育」などのカテゴリーの記事約1万4000件で、サイト全体の約10%に当たる。
また、ユーザーのツイートにより、ユーザーが制作したにもかかわらず、著者が「nanapi編集部」になっており、タイトルも勝手に変更されている記事があることが指摘され、12月15日ごろからネット上で話題になった。Supershipは「サービス運用上のミス」だったとして謝罪した。nanapiの記事を転載した美容情報サイト・LiRuとの間の記事の移行作業での不手際であったとしているが、記事のタイトルが変更されたこと、元のユーザーの記事が非公開になっていたことについては説明されていない。

### 社員自殺と残業代未払い問題
2019年3月に、社員4613人に対して未払いの残業代が計約6億7000万円あったと発表した。入社2年目の20代社員の自殺により判明した。この問題に関連して、「日本を代表する企業が自らの不祥事を長年にわたり隠蔽してきた」として2019年の第8回ブラック企業大賞にノミネートされた。

### 香港での携帯番号管理
2021年4月、契約者のうち海外ローミングサービスを利用している消費者のデータの一部を、業務委託先の米国企業が保有する香港のサーバーで管理していた事が報じられた。KDDIは「昨今の香港を巡る政治情勢を踏まえ、国内を含む他の場所へのデータ移管を検討する」とした（移転時期は不明としている）。

### 大規模通信障害（2022年）
2022年7月2日の午前1時35分ごろから、KDDIが提供する携帯電話（au・UQ mobile・povo、並びにMVNOでKDDI回線を利用する携帯電話事業者=楽天モバイルなど）の通信サービスに障害が発生した。原因は同日未明から設備の機器障害でVoLTE交換機でのトラフィックの輻輳とされている。
この大規模通信障害事故により、アメダスの観測や、ヤマト運輸などKDDIの業務用回線を利用する企業・団体のデータ送受信などにも支障をきたした他、auショップなどのKDDI携帯電話取扱店においても、それを利用している市民からの問い合わせ・苦情が相次いだ。
なお、影響回線数は最大で3915万回線(個人・法人向けスマートフォン・携帯電話：約3580万回線、MVNO向け回線：約140万回線、IoT回線：約150万回線、ホームプラス電話回線：約45万回線)、法人では物流関連・自動車関連・気象関連・銀行関連・交通関連に影響が及び、同社史上最大規模の障害となった。

## イメージキャラクター

### 過去のイメージキャラクター
- 豊川悦司
- 永瀬正敏
- 浅野忠信
- 仲間由紀恵
- 小野伸二
- 篠原涼子
- 小鈴まさ記
- 大土井裕二
- 工藤里紗
- みうらじゅん
- 伊丹十三

## 提供番組
※2024年4月現在。

### テレビ
現在固定スポンサーとして提供している番組はなし。2023年9月をもって全番組でスポンサーを降りた。同年10月よりスポットや不定期枠としてCMを出稿。

### ラジオ
- 鈴木敏夫のジブリ汗まみれ（TOKYO FM・JFN系）

### 過去
テレビ
日本テレビ系列
- Music Lovers
- エンタの神様
- どっちの料理ショー（読売テレビ制作）
- 世界まる見え!テレビ特捜部
- ナイナイサイズ!
- 天才!志村どうぶつ園
- ザ!世界仰天ニュース
- NEWS ZERO
- ぐるナイ
- ZIP!
- ダウンタウンDX（読売テレビ制作）
- 24時間テレビ「愛は地球を救う」（第36回（2013年）まで協賛）
- 幸せ!ボンビーガール（2014年10月 - 2019年3月）
- ザ!鉄腕!DASH!!（東京海上日動から引き継いだ。後任はP&G。）
- 人生が変わる1分間の深イイ話（2013年4月 - 2020年3月）
- しゃべくり007
- 名探偵コナン（読売テレビ制作、2018年10月 - 2022年10月）
- LOVE GAME
- 踊る!さんま御殿!!（2013年10月 - 2023年9月）
- 有吉の壁（2022年4月 - 2023年9月）
- 金曜ロードショー（2000年4月 - 2006年3月、2012年4月 - 2023年3月 日本テレビ系）

テレビ朝日系列
- オンタマ
- 木曜ドラマ ※チョーヤ梅酒から引き継いだ。後任はENEOS→Disney+→ナースパワー。
- テレビ朝日水曜21時枠刑事ドラマ
- ストライクTV
- アメトーーク
- シルシルミシルさんデー
- いきなり!黄金伝説。
- 日曜洋画劇場→日曜エンターテインメント
- ミュージックステーション
- マツコ&有吉 かりそめ天国

TBS系列
- ザックリTV
- ブロードキャスター
- うたばん
- ザ・イロモネア
- 中居正広の金曜日のスマたちへ
- ひみつの嵐ちゃん!
- リンカーン
- TBS木曜9時枠の連続ドラマ
- 金曜ドラマ
- 炎の体育会TV
- ニンゲン観察バラエティ モニタリング
- CDTVライブ!ライブ!
- マツコの知らない世界（2015年4月 - 2022年9月、後任は本田技研工業（HONDA）。）
- 水曜日のダウンタウン（2016年10月 - 2023年9月）

フジテレビ系列
- ゴールデン洋画劇場
- 中村雅俊のゼッタイ!知りたがり
- 水10!
- ジャンプ○○中
- 脳内エステ IQサプリ
- 爆笑レッドカーペット
- メントレG
- 木曜劇場
- ジャンクSPORTS
- はねるのトびら
- 情報ライブ EZ!TV（関西テレビと共同制作）
- 週刊人物ライブ スタ☆メン（関西テレビと共同制作）
- 関西テレビ制作火曜夜10時枠の連続ドラマ（関西テレビ制作）
- 爆笑!大日本アカン警察
- グータンヌーボ（関西テレビ制作）
- SMAP×SMAP（関西テレビと共同製作）
- ザ・ベストハウス123
- 奇跡体験!アンビリバボー
- ホンマでっか!?TV
- とんねるずのみなさんのおかげでした
- ネプリーグ（後半ナショナルスポンサー）
- 土曜プレミアム (長年続いたNTT東日本・NTT西日本から引き継いだ。後任はPanasonic→積水ハウス。2020年10月に「めざましテレビ」より提供枠を移動。）
- めざましテレビ（2020年10月 - 2023年3月、「土曜プレミアム」から移動、後任はP&G、2023年4月に「VS魂グラデーション」より提供枠を移動。）
- VS魂 (2023年4月 - 2023年9月)

ラジオ
- KDDI PRIME TIME RADIO（TOKYO FM・JFN系）
- au DOWNLOAD MUSIC CHART（同上）
- au ONAIR MUSIC CHART（同上）

## 協力

### テクノロジー
- みまもりくん（同社がいすゞ自動車と共同開発した世界初のインターネット・デジタルタコグラフシステム）
- スペースシャワーネットワーク（2011年3月8日より業務提携開始。KDDIは伊藤忠商事から14.03%の株式を取得した）

### エンターテインメント

#### 劇場型映画
- キラー・ヴァージンロード（2009年9月12日に公開）- 制作協力
- FLOWERS -フラワーズ-（2010年6月12日に公開）- 制作協力
- ガール（2012年5月26日に公開）- 制作協力
- るろうに剣心（2012年8月25日に公開）- 制作協力
- 永遠の0（2013年12月21日に公開）- 制作協力
- ルパン三世 (2014年の映画)（2014年8月30日に公開）- 制作協力
- アオハライド（2014年12月13日に公開）
- ストロボ・エッジ（2015年3月14日に公開）
- orange（2015年12月12日に公開）

#### アニメ映画
- コクリコ坂から（2011年7月16日に公開）- スタジオジブリ制作、KDDIは特別協賛
- 劇場版 HUNTER×HUNTER 緋色の幻影（2013年1月12日に公開）- 制作協力
- 風立ちぬ（2013年7月20日に公開されたの劇場用アニメーション映画で同社はこの作品に提携している）- スタジオジブリ制作、KDDIは提携
- かぐや姫の物語（2013年11月23日に公開）- スタジオジブリ制作、KDDIは提携
- 劇場版 HUNTER×HUNTER -The LAST MISSION-（2013年12月27日に公開）
- 思い出のマーニー（2014年7月19日に公開）- スタジオジブリ制作、KDDIは提携
- 映画 妖怪ウォッチ 誕生の秘密だニャン!（2014年12月20日に公開）- 制作協力
- カゲロウデイズ -in a day's-（2016年11月4日から公開）- 製作委員会に参加

#### コンサート
- Hello! Project ひなフェス2014 〜Fullコース〜 supported by au（2014年3月29日 - 3月30日にパシフィコ横浜展示ホールにて開催されたハロー!プロジェクト[注釈 11] のコンサート）- KDDIは特別協賛
- au × HELLO! PROJECT 20th（2018年3月31日 - 4月1日にパシフィコ横浜にて開催された「遊ぶ。暮らす。育てる。SATOYAMA & SATOUMIへ行こう2018」内に出展された「au × HELLO! PROJECT 20th 音のVR」）- モーニング娘。'18（2018年当時）、及びアンジュルムを筆頭とするハロー!プロジェクトが所属する大手芸能プロダクションのアップフロントプロモーションと共同制作している[広報 10][広報 11][107][広報 12]。
- COUNTDOWN JAPAN SUPPORTED BY au - 2023、2024より特別協賛
- JAPAN JAM SUPPORTED BY au - 2024より特別協賛

## ギャラリー

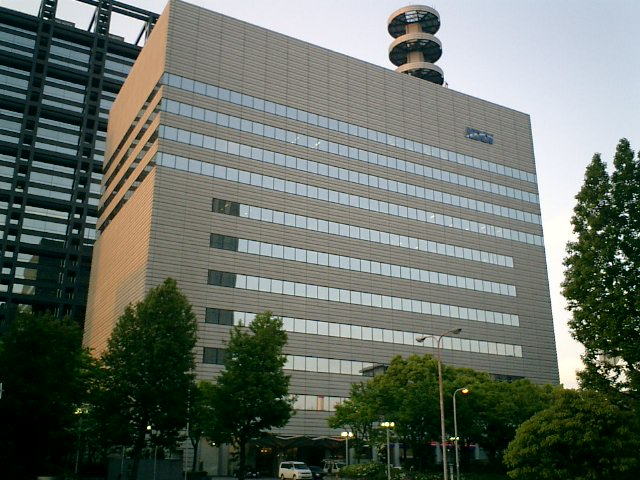
KDDI大阪支社ビル
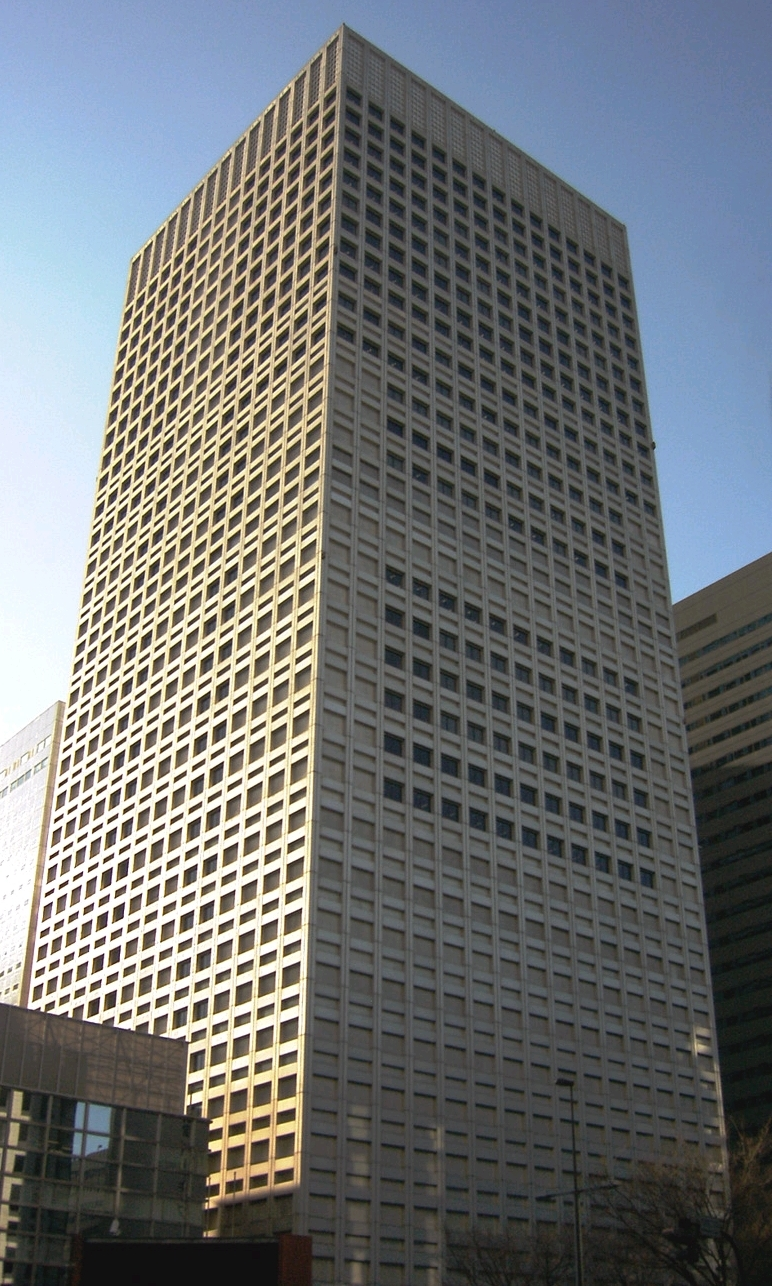
西新宿・KDDIビル（同社の登記上の本店）
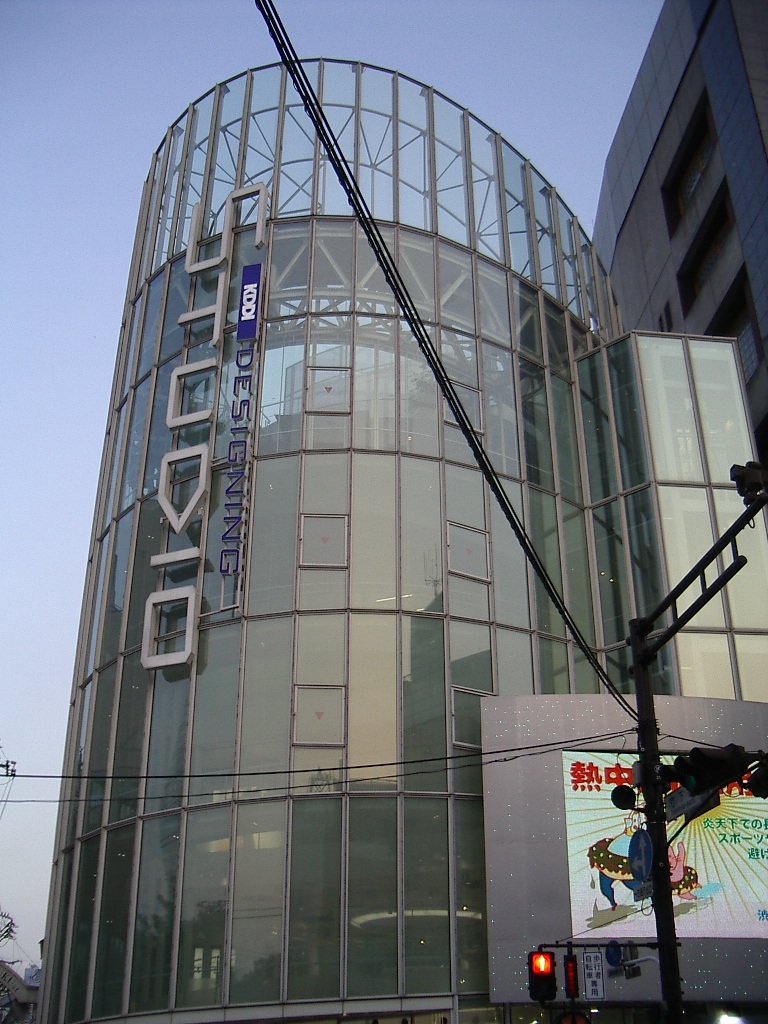
KDDIデザイニングスタジオ（原宿）